# Eccitonio
L'Eccitonio è uno stato della materia in cui prevalgono le quasiparticelle eccitoni composta da una lacuna e da un elettrone.
Fu previsto in via teorica negli anni '70 e fu osservato per la prima volta a fine 2017 dal gruppo di Peter Abbamonte dell'Università dell'Illinois all'interno del dicalcogenuro diseleniuro di titanio (1T-TiSe2) e alla nuova tecnica spettroscopica ribattezzata M-EELS.